# Kalibo International Airport
Kalibo International Airport is een vliegveld in de Filipijnse provincie Aklan op het eiland Panay. De luchthaven ligt dicht bij provinciehoofdstad Kalibo en op anderhalf uur reizen van het toeristische eiland Boracay. Dichter bij deze trekpleister ligt weliswaar nog Godofredo P. Ramos Airport, maar op dit binnenlandse vliegveld kunnen alleen kleinere passagiersvliegtuigen landen. In 2008 opende een tweede terminalgebouw, waardoor de groeiende luchthaven de reizigers beter kan verwerken.
Enige tijd nadat in 2007 de eerste internationale vluchten werden uitgevoerd op de luchthaven, werd het door de Civil Aviation Authority of the Philippines ingedeeld als internationaal vliegveld. In 2010 werden 14504 vluchtbewegingen uitgevoerd van en naar Kalibo International Airport. Er werden 1.048.288 passagiers en 1.711 ton vracht vervoerd.

## Luchtvaartmaatschappijen en bestemmingen
De volgende luchtvaartmaatschappijen vliegen op Kalibo International Airport (situatie november 2011):
- Airphil Express - Manilla
- Cebu Pacific - Manilla
- China Airlines - Taipei (uitgevoerd door Mandarin Airlines)
- Philippine Airlines - Manilla
- Zest Airways - Busan, Manilla, Seoul-Incheon, Shanghai, Taipei